# Адамово (Поставский район)
Адамо́во (бел. Адамово) — деревня в Воропаевском сельсовете Поставского района Витебской области Белоруссии.

## География
Деревня расположена в 25 км от города Поставы и в 7 км от Воропаево.

## История
В 1905 году в Лучайской волости Вилейского уезда Виленской губернии, 14 жителей и 100 десятин земли.
С октября 1920 года — в составе Срединной Литвы.
В результате советско-польской войны 1919—1921 гг. деревня оказалась в составе Лучайской гмины Дуниловичского повета Виленского воеводства (II Речь Посполитая).
В 1923 году — застенок в Лучайской гмине, 4 двора и 35 жителей.
В сентябре 1939 года деревня была присоединена к БССР силами Белорусского фронта РККА.
С 1940 г. — в Лучайском сельсовете Поставского района Вилейской области БССР.
С 25 ноября 1940 г. — деревня и сельсовет в Дуниловичском районе.
В 1963 году — в Воропаевском поселковом Совете, 10 дворов, 31 житель.
В 2001 году — 2 дома, 4 жителя, в составе совхоза «Стародворский».